# Memorial Van Damme 2013
De Memorial Van Damme 2013 was een atletiekwedstrijd, die op 6 september 2013 plaatsvond. Het was de 37ste editie van de Memorial Van Damme. Deze wedstrijd, onderdeel van de IAAF Diamond League, was de laatste in de serie en diende als finalewedstrijd in het klassement van de Diamond League van 2013. De wedstrijd werd gehouden in het Koning Boudewijnstadion in de Belgische hoofdstad Brussel.

## Uitslagen

### Mannen

#### 100 m
| wind: +0,6 m/s | wind: +0,6 m/s    | wind: +0,6 m/s | wind: +0,6 m/s |
| rang           | atleet            | land           | tijd           |
| -------------- | ----------------- | -------------- | -------------- |
| Goud           | Usain Bolt        | JAM            | 9,80 s         |
| Zilver         | Mike Rodgers      | USA            | 9,90 s         |
| Brons          | Nesta Carter      | JAM            | 9,94 s         |
| 4              | Justin Gatlin     | USA            | 9,94 s         |
| 5              | Kemar Bailey-Cole | JAM            | 9,98 s         |
| 6              | Jimmy Vicaut      | FRA            | 10,03 s        |
| 7              | Kim Collins       | SKN            | 10,07 s        |
| 8              | James Dasaolu     | GBR            | 10,15 s        |
| 9              | Keston Bledman    | TRI            | 10,19 s        |

#### 200 m
| wind: -0,2 m/s | wind: -0,2 m/s      | wind: -0,2 m/s | wind: -0,2 m/s |
| rang           | atleet              | land           | tijd           |
| -------------- | ------------------- | -------------- | -------------- |
| Goud           | Warren Weir         | JAM            | 19,87 s        |
| Zilver         | Nickel Ashmeade     | JAM            | 19,93 s        |
| Brons          | Walter Dix          | USA            | 20,12 s        |
| 4              | Churandy Martina    | NED            | 20,18 s        |
| 5              | Jaysuma Saidy Ndure | NOR            | 20,23 s        |
| 6              | Rasheed Dwyer       | JAM            | 20,40 s        |
| 7              | Chris Clarke        | GBR            | 20,45 s        |
| 8              | James Ellington     | GBR            | 20,52 s        |
| 9              | Serhiy Smelyk       | UKR            | 20,70 s        |

#### 400 m
| rang   | atleet                | land | tijd    |
| ------ | --------------------- | ---- | ------- |
| Goud   | Martyn Rooney         | GBR  | 45,05 s |
| Zilver | Jonathan Borlée       | BEL  | 45,05 s |
| Brons  | Matteo Galvan         | ITA  | 45,35 s |
| 4      | Kevin Borlée          | BEL  | 45,39 s |
| 5      | Josh Mance            | USA  | 45,42 s |
| 6      | Youssef Ahmed Masrahi | KSA  | 45,82 s |
| 7      | Edino Steele          | JAM  | 45,87 s |
| 8      | Nicholas Maitland     | JAM  | 46,43 s |
| 9      | Dylan Borlée          | BEL  | 47,41 s |

#### 800 m
serie 1
| rang   | atleet             | land | tijd    |
| ------ | ------------------ | ---- | ------- |
| Goud   | Brandon Johnson    | USA  | 1.45,45 |
| Zilver | Johan Cronje       | RSA  | 1.45,85 |
| Brons  | Paul Robinson      | IRL  | 1.46,06 |
| 4      | Michael Rimmer     | GBR  | 1.46,19 |
| 5      | Leonel Manzano     | USA  | 1.46,31 |
| 6      | Samir Jamma        | MAR  | 1.46,70 |
| 7      | Giordano Benedetti | ITA  | 1.48,15 |
| 8      | Jan Van Den Broeck | BEL  | 1.49,43 |
| 9      | Pierre Balhan      | BEL  | 1.50,30 |
| -      | Reuben Bett        | KEN  | DNF     |

serie 2
| rang   | atleet                    | land | tijd    |
| ------ | ------------------------- | ---- | ------- |
| Goud   | Mohammed Aman             | ETH  | 1.42,37 |
| Zilver | Nick Symmonds             | USA  | 1.43,03 |
| Brons  | Ferguson Rotich Cheruiyot | KEN  | 1.43,22 |
| 4      | Marcin Lewandowski        | POL  | 1.43,83 |
| 5      | Duane Solomon             | USA  | 1.44,36 |
| 6      | Ayanleh Souleiman         | DJI  | 1.44,50 |
| 7      | Timothy Kitum             | KEN  | 1.45,27 |
| 8      | Andrew Osagie             | GBR  | 1.45,34 |
| 9      | Abdulaziz Ladan Mohammed  | KSA  | 1.46,76 |
| -      | Bram Som                  | NED  | DNF     |

#### 5000 m
| rang   | atleet                  | land | tijd     |
| ------ | ----------------------- | ---- | -------- |
| Goud   | Yenew Alamirew          | ETH  | 12.58,75 |
| Zilver | Bernard Lagat           | USA  | 12.58,99 |
| Brons  | Hagos Gebrhiwet         | ETH  | 12.59,33 |
| 4      | Edwin Cheruiyot Soi     | KEN  | 13.01,00 |
| 5      | Galen Rupp              | USA  | 13.01,37 |
| 6      | Thomas Pkemei Longosiwa | KEN  | 13.01,74 |
| 7      | Albert Rop              | KEN  | 13.02,31 |
| 8      | Evan Jager              | USA  | 13.02,40 |
| 9      | Isiah Kiplangat Koech   | KEN  | 13.03,98 |
| 10     | Muktar Edris            | ETH  | 13.06,44 |
| 11     | Chris Derrick           | USA  | 13.08,04 |
| 12     | Ben St. Lawrence        | AUS  | 13.23,87 |
| 13     | Dame Tasam              | ETH  | 13.33,05 |
| 14     | Abdelhadi El Hachimi    | BEL  | 13.34,95 |
| 15     | Ryan Hill               | USA  | 13.43,14 |
| 16     | Collis Birmingham       | AUS  | 13.44,27 |
| -      | Bouabdellah Tahri       | FRA  | DNF      |
| -      | Vincent Rono            | KEN  | DNF      |
| -      | Garrett Heath           | USA  | DNF      |

#### 400 m horden
| rang   | atleet              | land | tijd    |
| ------ | ------------------- | ---- | ------- |
| Goud   | Jehue Gordon        | TRI  | 48,32 s |
| Zilver | Omar Cisneros       | CUB  | 48,59 s |
| Brons  | Javier Culson       | PUR  | 48,60 s |
| 4      | Michael Tinsley     | USA  | 48,60 s |
| 5      | Leford Green        | JAM  | 48,84 s |
| 6      | Justin Gaymon       | USA  | 49,43 s |
| 7      | Mamadou Kasse Hanne | SEN  | 49,93 s |
| 8      | Rhys Williams       | GBR  | 50,13 s |
| 9      | Stef Vanhaeren      | BEL  | 50,63 s |

#### Hink-stap-springen
| rang   | atleet                    | land | afstand | wind (m/s) |
| ------ | ------------------------- | ---- | ------- | ---------- |
| Goud   | Teddy Tamgho              | FRA  | 17,30 m | -0,1       |
| Zilver | Christian Taylor          | USA  | 16,89 m | 0,0        |
| Brons  | Will Claye                | USA  | 16,88 m | -0,4       |
| 4      | Pedro Pichardo            | CUB  | 16,55 m | -0,3       |
| 5      | Yoann Rapinier            | FRA  | 16,54 m | -0,3       |
| 6      | Zlatozar Atanasov         | BUL  | 16,34 m | -0,1       |
| 7      | Gaëtan Saku Bafuanga Baya | FRA  | 16,25 m | 0,0        |
| 8      | Fabrizio Schembri         | ITA  | 16,25 m | +0,1       |
| 9      | Aleksey Federov           | RUS  | 16,12 m | +0,2       |
| 10     | Julian Reid               | GBR  | 15,73 m | +0,4       |

#### Polsstokhoogspringen
| rang   | atleet                  | land | hoogte |
| ------ | ----------------------- | ---- | ------ |
| Goud   | Renaud Lavillenie       | FRA  | 5,96 m |
| Zilver | Konstadínos Filippídis  | GRE  | 5,74 m |
| Brons  | Augusto de Oliveira     | BRA  | 5,74 m |
| 4      | Björn Otto              | GER  | 5,60 m |
| 4      | Thiago Braz da Silva    | BRA  | 5,60 m |
| 6      | Karsten Dilla           | GER  | 5,50 m |
| 7      | Jan Kudlicka            | CZE  | 5,50 m |
| 8      | Luke Cutts              | GBR  | 5,50 m |
| 9      | Valentin Lavillenie     | FRA  | 5,30 m |
| 10     | Thomas Van Der Plaetsen | BEL  | 5,20 m |

#### Kogelstoten
| rang   | atleet             | land | afstand |
| ------ | ------------------ | ---- | ------- |
| Goud   | Ryan Whiting       | USA  | 21,45 m |
| Zilver | Georgi Ivanov      | RUS  | 20,95 m |
| Brons  | Ladislav Prasil    | CZE  | 20,79 m |
| 4      | Dylan Armstrong    | USA  | 20,76 m |
| 5      | Tomasz Majewski    | POL  | 20,76 m |
| 6      | Asmir Kolasinac    | SRB  | 20,57 m |
| 7      | German Lujan Lauro | ARG  | 20,54 m |
| 8      | Cory Martin        | USA  | 20,07 m |

#### Speerwerpen
| rang   | atleet              | land | afstand |
| ------ | ------------------- | ---- | ------- |
| Goud   | Tero Pitkämäki      | FIN  | 87,32 m |
| Zilver | Vítězslav Veselý    | CZE  | 86,67 m |
| Brons  | Antti Ruuskanen     | FIN  | 83,64 m |
| 4      | Dmitri Tarabin      | RUS  | 83,03 m |
| 5      | Julius Yego         | KEN  | 82,46 m |
| 6      | Andreas Thorkildsen | NOR  | 82,00 m |
| 7      | Thomas Röhler       | GER  | 80,98 m |
| 8      | Kim Amb             | SWE  | 80,23 m |
| 9      | Ivan Zajtsev        | UZB  | 79,93 m |
| 10     | Ari Mannio          | FIN  | 74,82 m |

### Vrouwen

#### 100 m
| wind: -0,3 m/s | wind: -0,3 m/s          | wind: -0,3 m/s | wind: -0,3 m/s |
| rang           | atleet                  | land           | tijd           |
| -------------- | ----------------------- | -------------- | -------------- |
| Goud           | Shelly-Ann Fraser-Pryce | JAM            | 10,72 s        |
| Zilver         | Alexandria Anderson     | USA            | 10,97 s        |
| Brons          | Carrie Russell          | JAM            | 10,99 s        |
| 4              | Kerron Stewart          | JAM            | 11,19 s        |
| 5              | Barbara Pierre          | USA            | 11,20 s        |
| 6              | Verena Sailer           | GER            | 11,28 s        |
| 7              | Charonda Williams       | USA            | 11,28 s        |
| 8              | Dafne Schippers         | NED            | 11,31 s        |
| 9              | Tiffany Townsend        | USA            | 11,34 s        |

#### 400 m
| rang   | atleet                  | land | tijd    |
| ------ | ----------------------- | ---- | ------- |
| Goud   | Natasha Hastings        | USA  | 50,36 s |
| Zilver | Amantle Montsho         | BOT  | 50,41 s |
| Brons  | Antonina Krivosjapka    | RUS  | 50,51 s |
| 4      | Francena McCorory       | USA  | 50,77 s |
| 5      | Christine Ohuruogu      | GBR  | 50,95 s |
| 6      | Stephenie Ann McPherson | JAM  | 51,18 s |
| 7      | Libania Grenot          | ITA  | 51,19 s |
| 8      | Novlene Williams-Mills  | JAM  | 51,31 s |
| 9      | Kseniya Ryzhova         | RUS  | 51,93 s |

#### 1000 m
| rang   | atleet                 | land | tijd         |
| ------ | ---------------------- | ---- | ------------ |
| Goud   | Nelly Jepkosgei        | KEN  | 2.35,34 (WL) |
| Zilver | Winney Chebet          | KEN  | 2.35,73 (PR) |
| Brons  | Yekaterina Kupina      | RUS  | 2.36,45      |
| 4      | Morgan Ucheny          | USA  | 2.37,61 (PR) |
| 5      | Laura Weightman        | GBR  | 2.38,49 (PR) |
| 6      | Kate Van Buskirk       | CAN  | 2.38,68 (PR) |
| 7      | Danuta Urbanik         | POL  | 2.38,71 (PR) |
| 8      | Rose-Anne Galligan     | IRL  | 2.38,76      |
| 9      | Katarzyna Broniatowska | POL  | 2.38,83 (PR) |
| 10     | Yvonne Hak             | NED  | 2.41,30 (PR) |
| 11     | Janet Achola           | UGA  | 2.43,51      |
| 12     | Ajee Wilson            | USA  | 2.44,05      |

#### 1500 m
| rang   | atleet                | land | tijd    |
| ------ | --------------------- | ---- | ------- |
| Goud   | Abeba Aregawi         | SWE  | 4.05,41 |
| Zilver | Mercy Cherono         | KEN  | 4.05,82 |
| Brons  | Hellen Obiri          | KEN  | 4.06,92 |
| 4      | Shannon Rowbury       | USA  | 4.07,05 |
| 5      | Hannah England        | GBR  | 4.08,31 |
| 6      | Viola Jelagat Kibiwot | KEN  | 4.08,62 |
| 7      | Ekaterina Sharmina    | RUS  | 4.08,96 |
| 8      | Siham Hilali          | MAR  | 4.09,04 |
| 9      | Sifan Hassan          | ETH  | 4.10,54 |
| 10     | Jennifer Simpson      | USA  | 4.10,70 |
| 11     | Susan Kuijken         | NED  | 4.11,33 |
| 12     | Gabrielle Anderson    | USA  | 4.16,20 |
| 13     | Almensh Belete        | BEL  | 4.17,18 |
| -      | Renata Plis           | POL  | DNF     |
| -      | Zoe Buckman           | AUS  | DNF     |
| -      | Phoebe Wright         | USA  | DNF     |
| -      | Mary Kuria            | KEN  | DNF     |

#### 3000 m steeplechase
| rang   | atleet                   | land | tijd    |
| ------ | ------------------------ | ---- | ------- |
| Goud   | Milcah Chemos Cheywa     | KEN  | 9.15,06 |
| Zilver | Sofia Assefa             | ETH  | 9.15,26 |
| Brons  | Hiwot Ayalew             | ETH  | 9.15,85 |
| 4      | Lidya Chepkurui          | KEN  | 9.21,94 |
| 5      | Purity Cherotich Kirui   | KEN  | 9.24,42 |
| 6      | Etenesh Diro             | ETH  | 9.28,96 |
| 7      | Gladys Jerotich Kipkemoi | KEN  | 9.36,66 |
| 8      | Eilish McColgan          | GBR  | 9.39,79 |
| 9      | Birtukan Adamu           | ETH  | 9.43,22 |
| 10     | Valentyna Zhudina        | UKR  | 9.47,94 |
| 11     | Helen Hofstede           | NED  | 9.55,07 |
| 12     | Virginia Nyambura        | KEN  | 9.58,08 |
| -      | Svitlana Shmidt          | UKR  | DNF     |
| -      | Fancy Cherotich          | KEN  | DNF     |

#### 100 m horden
| wind: +1,0 m/s | wind: +1,0 m/s    | wind: +1,0 m/s | wind: +1,0 m/s |
| rang           | atleet            | land           | tijd           |
| -------------- | ----------------- | -------------- | -------------- |
| Goud           | Dawn Harper       | USA            | 12,48 s        |
| Zilver         | Sally Pearson     | AUS            | 12,63 s        |
| Brons          | Cindy Billaud     | FRA            | 12,69 s        |
| 4              | Tiffany Porter    | GBR            | 12,78 s        |
| 5              | Kellie Wells      | USA            | 12,78 s        |
| 6              | Yuliya Kondakova  | RUS            | 12,85 s        |
| 7              | Anne Zagré        | BEL            | 12,88 s        |
| 8              | Reïna-Flor Okori  | FRA            | 12,99 s        |
| 9              | Nadine Hildebrand | GER            | 13,00 s        |

#### Hoogspringen
| rang   | atleet             | land | hoogte |
| ------ | ------------------ | ---- | ------ |
| Goud   | Svetlana Sjkolina  | RUS  | 2,00 m |
| Zilver | Anna Tsjitsjerova  | RUS  | 1,98 m |
| Brons  | Emma Green Tregaro | SWE  | 1,96 m |
| 4      | Maria Kuchina      | RUS  | 1,93 m |
| 5      | Justyna Kasprzycka | POL  | 1,90 m |
| 6      | Kamila Stepaniuk   | POL  | 1,90 m |
| 7      | Irina Gordeeva     | RUS  | 1,87 m |
| 7      | Airinė Palšytė     | LTU  | 1,87 m |
| 9      | Nafissatou Thiam   | BEL  | 1,87 m |
| -      | Hanne van Hessche  | BEL  | NM     |

#### Hink-stap-springen
| rang   | atleet                        | land | afstand | wind (m/s) |
| ------ | ----------------------------- | ---- | ------- | ---------- |
| Goud   | Caterine Ibargüen             | COL  | 14,49 m | +1,1       |
| Zilver | Kimberly Williams             | JAM  | 14,34 m | +1,5       |
| Brons  | Olha Saladoecha               | UKR  | 14,31 m | +1,2       |
| 4      | Hanna Knyazheva               | ISR  | 14,21 m | -0,5       |
| 5      | Anna Pjatych                  | RUS  | 13,94 m | -0,3       |
| 6      | Anna Jagaciak                 | POL  | 13,85 m | +0,9       |
| 7      | Irina Gumenyuk                | RUS  | 13,61 m | +1,1       |
| 8      | Yekaterina Kayukova-Chernenko | RUS  | 13,23 m | +1,2       |

#### Discuswerpen
| rang   | atleet               | land | afstand |
| ------ | -------------------- | ---- | ------- |
| Goud   | Sandra Perković      | CRO  | 67,04 m |
| Zilver | Gia Lewis-Smallwood  | USA  | 64,82 m |
| Brons  | Melina Robert-Michon | FRA  | 63,45 m |
| 4      | Yarelis Barrios      | CUB  | 63,02 m |
| 5      | Zinaida Sendriute    | LTU  | 62,05 m |
| 6      | Zaneta Glanc         | POL  | 60,81 m |
| 7      | Nadine Müller        | GER  | 60,40 m |
| 8      | Anna Rüh             | GER  | 57,38 m |

1977 · 
1978 · 
1979 · 
1980 · 
1981 · 
1982 · 
1983 · 
1984 · 
1985 · 
1986 · 
1987 · 
1988 · 
1989 · 
1990 · 
1991 · 
1992 · 
1993 · 
1994 · 
1995 · 
1996 · 
1997 · 
1998 · 
1999 · 
2000 · 
2001 · 
2002 · 
2003 · 
2004 · 
2005 · 
2006 · 
2007 · 
2008 · 
2009 · 
2010 · 
2011 ·
2012 ·
2013 ·
2014 ·
2015 ·
2016 ·
2017 ·
2018 ·
2019 .
2020 .
2021 .
2022 .
2023 .
2024 .
2025